# Merindad de Castilla la Vieja
La Merindad de Castilla la Vieja era un municipio existente hasta 1975, año en el que se fusionó con la villa de Villarcayo. Este municipio tenía la capitalidad en la población de Cigüenza. Al fusionarse Villarcayo con esta, Cigüenza pasó a ser una más de las pedanías de Villarcayo de Merindad de Castilla la Vieja, perdiendo así su consistorio.

## Geografía
Ocupa el centro geográfico de la comarca situándose en un valle circundado por montañas con una extensión de once kilómetros de largo por seis de ancho confinando por el norte con la Merindad de Sotoscueva, por el sur con la Merindad de Valdivielso, por el oeste con el valle de Manzanedo y la también Merindad de Valdeporres y por el este con la jurisdicción de Medina de Pomar. Geográficamente queda dividida por el cauce del río Nela, formando dos grupos tradicionalmente conocidos como de esta parte del agua y de la otra parte del agua.

## Núcleos de población
- Pertenecientes actualmente a Villarcayo de Merindad de Castilla la Vieja: Aldea (La), Andino, Barriosuso, Barruso, Barruelo, Bisjueces, Bocos, Campo, Casillas, Céspedes, Cigüenza, Escanduso, Escaño, Fresnedo, Horna, Incinillas, Lechedo, Mozares, Quintana de Rueda (La), Quintanilla de los Adrianos, Quintanilla Socigüenza, Salazar, Santa Cruz de Andino, Torme, Tubilla, Villacanes, Villacomparada de Rueda, Villalaín, Villanueva la Blanca, Villanueva la Lastra, Villarías, Abadía de Rueda (La), Hocina, Otedo y Remolino.

- Pertenecientes actualmente a Medina de Pomar: Miñón y Villamezán.

## Demografía
| Gráfica de evolución demográfica de Merindad de Castilla la Vieja entre 1842 y 1970 |
| |
| Población de derecho según los censos de población del INE. Población de hecho según los censos de población del INE.Entre el censo de 1910 y el anterior, crece el término del municipio porque incorpora a Aldeas de Medina. Entre el censo de 1981 y el anterior, este municipio desaparece porque se agrupa en el municipio Villarcayo de Merindad de Castilla la Vieja. |

En 1843 pertenecía al partido de Villarcayo y contaba con 1.826 habitantes.
- 1900: 2.876 habitantes
- 1910: 3.463 habitantes
- 1920: 3.523 habitantes
- 1930: 3.898 habitantes
- 1940: 4.117 habitantes
- 1950: 4.107 habitantes
- 1960: 3.290 habitantes
- 1970: 2.198 habitantes
- 2006: 1.149 habitantes

## Reseña histórica
En la Junta General de la Merindad de 26 de mayo de 1555 queda configurada por 34 entidades de población que asisten representadas por sus regidores. Miñón entonces es su capital:

" ... En el lugar de Miñón, uno de los de la Merindad de Castilla Vieja y donde es uso y costumbre antigua de se juntar los caballeros, escuderos, hijosdalgos y otros vecinos de las Siete Merindades de Castilla Vieja, juntamente con los señores alcaldes.... "

Una de las Siete Merindades de Castilla Vieja, perteneciente al Corregimiento de las Merindades de Castilla la Vieja. Con 28 lugares, todos bajo jurisdicción de realengo y dividida en dos partidos y un valle:
- Partido de Campo, con 14 lugares, 2 barrios y 3 granjas: Abadía de Rueda (granja), Campo, Campo (barrio), Casillas, Escanduso, Escaño, Fresnedo, Lozares (granja), Miñón, Mozares, Mozares (barrio), Otedo, Quintana de Rueda, Robredo (granja), Salazar, Torme, Villacanes, Villamezán, y Villanueva de Ladrero.

- Partido de Horna, con 1 villa, 7 lugares, 2 barrios y 3 granjas.
- Valle de Valdelugaña formado por tres lugares: Incinillas, Hocina y Remolino

A la caída del Antiguo Régimen queda agregado al ayuntamiento constitucional de Merindad de Castilla la Vieja, en el Partido de Villarcayo perteneciente a la región de Castilla la Vieja. Contaba entonces con 498 hogares y 1.826 habitantes. La casa consistorial se encontraba en Villarcayo, que en 1843 formará ayuntamiento constitucional distinto del de la Merindad de Castilla Vieja, estaba formado por 27 lugares más:
| - Abadía de Rueda. - Andino y Andinillo. - Bisjueces - Campo - Casillas - Cigüenza - Escanduso | - Escaño - Fresnedo - Hocina - Horna - Incinillas - Miñón - Mozares | - Otedo - Quintana de Rueda - Quintanilla Socigüenza - Remolino - Salazar - Santa Cruz de Andino - Torme | - Tobilla - Villacanes - Villacomparada de Rueda - Villalaín - Villamezán - Villanueva la Blanca |  |

A principios del siglo XX, año 1901, el municipio incorpora Aldeas de Medina y sus pedanías:
| - Aldea - Barriosuso | - Barruelo - Barruso | - Céspedes - Lechedo - Quintanilla de los Adrianos | - Villanueva la Lastra - Villarías. |  |

" ... Abolida la jurisdicción señorial de 1811, desapareció la servidumbre y sumisión que las Aldeas presentaban a Medina. Después formaron todas ellas su Ayuntamiento propio, cuya capitalidad era Villarías y que tomó el nombre de Ayuntamiento de Aldeas de Medina, siguiéndose por la ley común, hasta que el poder centralizador lo hizo desaparecer en 1901."